# Il mondo secondo Garp (film)
Il mondo secondo Garp (The World According to Garp) è un film drammatico statunitense del 1982 diretto e prodotto da George Roy Hill, scritto da Steve Tesich, con Robin Williams nel ruolo principale. È basato sull'omonimo romanzo di John Irving. Per i loro ruoli, John Lithgow e Glenn Close sono stati candidati ai Premi Oscar 1983 rispettivamente come miglior attore non protagonista e migliore attrice non protagonista.

## Trama
T. S. Garp è il figlio illegittimo di una madre femminista, Jenny Fields, che voleva un figlio ma non un marito. Infermiera durante la seconda guerra mondiale, incontra un soldato morente noto solo come sergente Garp (che è l'unico suono che è in grado di pronunciare) che è stato gravemente ferito alla testa in combattimento. Guidata dal suo desiderio di avere un figlio, Jenny violenta Garp e a suo tempo dà alla luce un figlio, cui impone il nome del militare.
Garp cresce, si interessa alla scrittura, a wrestling e fiction, argomenti verso cui sua madre ha poco interesse. La scrittura di Garp suscita l'interesse della figlia dell'istruttore di wrestling della scuola, Helen Holm. Lei è diffidente nei suoi confronti. Jenny scopre che Garp è intellettualmente curioso sul sesso. Si propone di procurarsi una prostituta per Garp. Dopo aver sorpreso i due in una conversazione sull'argomento, Jenny decide di scrivere un libro sulle sue osservazioni sulla lussuria e sulla sessualità umana.
Il suo libro è una parziale autobiografia chiamata Sexual Suspect. Jenny diventa un'icona femminista. Usa i proventi del libro per fondare un centro nella sua casa per donne e transessuali travagliate e maltrattate. Nel frattempo viene pubblicato il primo romanzo di Garp, che impressiona Helen. I due si sposano e mettono al mondo due maschi, Duncan e Walt. Garp diventa un genitore devoto e uno scrittore di successo, mentre Helen diventa un docente universitario.
Dopo aver appreso dell'infedeltà di sua moglie con uno dei suoi studenti, Garp provoca un incidente automobilistico mentre i suoi figli stanno sul sedile posteriore. Si schianta contro la macchina dell'amante di sua moglie, parcheggiata nel loro vialetto d'accesso, mentre sua moglie è in macchina che esegue la fellatio. Di conseguenza, Walt viene ucciso e Duncan subisce una lesione agli occhi. Garp, attraverso l'aiuto di sua madre, impara a perdonare se stesso e sua moglie per i loro problemi di fedeltà. La coppia si riconcilia e avrà una figlia di nome Jenny.
Garp passa il tempo a visitare sua madre e le persone che vivono nel suo centro, tra cui l'ex calciatrice transessuale Roberta Muldoon. Inoltre ascolta per la prima volta la storia di Ellen James, una ragazza che è stata violentata da una gang e poi ha subito il taglio della lingua per non identificare i suoi aggressori. Alcune delle donne al centro di Jenny sono "Ellen Jamesians", donne che volontariamente tagliano la loro lingua come uno spettacolo di solidarietà. Garp è inorridito dalla pratica e apprende che i Jamesiani hanno ricevuto una lettera da Ellen James che li implorava di interrompere la pratica, ma che hanno deciso di ignorare.
Jenny riceve minacce di morte, sia per il suo centro che per il suo libro. Per lo sgomento di Garp, lei è sprezzante del pericolo fisico e, in effetti, decide di appoggiare un politico che sostiene il suo messaggio. Garp scrive un libro sulla vita di Ellen James. Il libro è di grande successo e ben considerato, ma è molto critico nei confronti delle Jamesiane. Garp inizia a ricevere minacce di morte anche lui.
Durante una manifestazione politica, Jenny viene colpita e uccisa da un fanatico anti-femminista. Le donne del centro di Jenny tengono un memoriale per lei, ma proibiscono a tutti gli uomini di partecipare. Garp, vestito da donna, partecipa al memoriale di Muldoon. È identificato da Pooh, una Jamesiana che aveva conosciuto quando entrambi erano a scuola. Scoppia una protesta e Garp corre il rischio di essere ferito, fino a quando una donna lo porta fuori dal memoriale, lontano dal pericolo, e verso un taxi. La donna è Ellen James, che ringrazia Garp per il suo libro su di lei. Le Jamesiane sono ulteriormente indignate dal fatto che Garp abbia partecipato al memoriale.
Garp ritorna alla sua vecchia scuola come allenatore di wrestling. Un giorno, durante l'allenamento, Pooh entra in palestra e gli spara a distanza ravvicinata con una pistola. Garp viene trasportato in elicottero dalla scuola con sua moglie.

## Produzione
Il film è stato prodotto dalla Warner Bros., con la collaborazione della Pan Arts. Gli effetti speciali sono a opera della R/Greenberg Associates. Del montaggio del suono si è invece occupata la HSE. Si tratta del film di debutto di Glenn Close. Robert Wuhl partecipò al provino per impersonare il ruolo di Garp (che andò poi a Robin Williams). Anche Jeff Daniels è stato considerato come possibile interprete del protagonista della pellicola. Le scene sono state girate in varie parti degli Stati Uniti, come a New York (New York), New Brunswick (New Jersey), Millbrook, Madison, Denville (New Jersey), Manhattan, Tuckahoe (New York), Roslyn (Long Island), ed Eastchester (New York). Sono 3 le colonne sonore del film: When I'm Sixty-Four, scritta da John Lennon e Paul McCartney, e cantata dai Beatles nel 1967; There Will Never Be Another You, composta da Harry Warren e Mack Gordon nel 1942; Long Way To Go, scritta da Michael Bruce e cantata da Alice Cooper per la Warner Bros. Records.

## Tagline
La tagline per il film è la seguente:
- Robin Williams is Garp. He's got a funny way of looking at life.
  - Robin Williams è Garp. Ha uno strano modo di vedere la vita.

## Distribuzione
Il film fu distribuito il 23 luglio 1982 a New York (New York; il 13 agosto nel resto degli Stati Uniti; il 19 agosto in Argentina con il nome El mundo de acuerdo a Garp; il 6 settembre in Brasile come O Mundo Segundo Garp; il 23 dicembre in Australia; in Svezia il 25 dicembre come Garp och hans värld; nei Paesi Bassi il 20 gennaio 1983; il 28 gennaio in Danimarca come Verden ifølge Garp; in 25 febbraio in Finlandia come Garpin maailma; il 3 marzo in Italia; il 13 aprile in Francia come Le monde selon Garp; il 12 maggio in Spagna come El mundo según Garp; il 28 luglio in Messico come El mundo según Garp; il 15 ottobre in Giappone; il 2 dicembre in Irlanda; il 5 gennaio 1984 a Hong Kong; il 10 febbraio in Portogallo come O Estranho Mundo de Garp; il 10 maggio in Colombia; il 13 giugno 1985 a Davao; il 6 agosto 1987 in Germania Ovest come Garp und wie er die Welt sah.

### Divieto
Il film è stato vietato ai minori di 11 anni in Svezia; 12 anni in Finlandia, Paesi Bassi, e Portogallo; 13 in Argentina e nel Québec; 14 nel resto del Canada e in Perù; 15 nel Regno Unito; 16 in Germania e Norvegia. Censura più severa negli Stati Uniti d'America, dove la Motion Picture Association of America (MPPA) con l'approvazione n° 26660 valutò il film R (restricted), ovvero vietato ai minori di 17 anni non accompagnati dai genitori, ma soprattutto a Singapore, dove non poterono assistere alla proiezione della pellicola i minori di anni 18.

## Accoglienza
Nel primo week-end di apertura negli Stati Uniti il film incassa 2902088 $, mentre l'incasso totale ammonta a 29712172 $. La pellicola viene accolta abbastanza positivamente: su IMDb riceve un punteggio di 7.2/10; su MYmovies 2.50/5; su Comingsoon 2.8/5; su FilmTV 6.9/10; su MYmovies 2.5/5.

## Riconoscimenti
- 1983 - Premio Oscar[16]
  - Candidatura Miglior attore non protagonista a John Lithgow
  - Candidatura Migliore attrice non protagonista a Glenn Close
- 1982 - Los Angeles Film Critics Association
  - Miglior attore non protagonista a John Lithgow
  - Miglior attrice non protagonista a Glenn Close
- 1982 - National Board of Review of Motion Pictures
  - Miglior attrice non protagonista a Glenn Close
  - Migliori dieci film al 7º posto
- 1982 - New York Film Critics Circle Awards
  - Miglior attore non protagonista a John Lithgow
  - Miglior attrice protagonista a Glenn Close
- 1983 - Writers Guild of America Award
  - Candidatura Miglior film drammatico adattato da un altro mezzo